# Stare Wierzbno
Stare Wierzbno (dawn. Wierzbno) – część miasta Konstancina-Jeziorny (SIMC 0920798), w województwie mazowieckim, w powiecie piaseczyńskim. Leży w południowo-zachodniej części miasta, przy granicy z Chylicami i Jastrzębiem.
Dawniej samodzielna wieś o nazwie Wierzbno, w latach 1867–1952 w gminie Nowo-Iwiczna w powiecie warszawskim. W 1921 roku Wierzbno liczyło 128 mieszkańców. 20 października 1933 utworzono gromadę Wierzbno w granicach gminy Nowo-Iwiczna, składającą się z samej wsi Wierzbno.
Podczas II wojny światowej w Generalnym Gubernatorstwie, w dystrykcie warszawskim. W 1943 Wierzbno liczyło 486 mieszkańców.
1 lipca 1952 Wierzbno wyłączono ze znoszonej gminy Nowo-Iwiczna i włączono do gminy Jazgarzew w powiecie grójeckim w woj. warszawskim, którą równocześnie przyłączono do nowo utworzonego powiatu piaseczyńskiego.
W związku z reorganizacją administracji wiejskiej jesienią 1954 Wierzbno weszło w skład gromady Chylice w powiecie piaseczyńskim.
W związku z wykształceniem się osiedla Nowe Wierzbno w granicach gromady Chylice, historyczne Wierzbno przemianowano na Stare Wierzbno.
W związku z reaktywowaniem gmin 1 stycznia 1973 Wierzbno weszło w skład nowo utworzonej gminy Konstancin-Jeziorna.
1 sierpnia 1977 Stare Wierzbno (a także Cegielnię-Chylice, Cegielnię-Obory, Skolimów C, Skolimów Wieś i Nowe Wierzbno) wyłączono z gminy Konstancin-Jeziorna i włączono do Konstancina-Jeziorny.